# Umjetničko-obrtnička drvorezbarska radionica Rako
Umjetničko-obrtnička drvorezbarska radionica Rako, hrvatska obrtnička radionica iz Imotskog. Važnost je prepoznao istraživač povijesti Imotske krajine fra Vjeko Vrčić.

## Povijest
Drvorezbarska radionica Rako je djelovala u Imotskom od oko 1860. do oko 1910. godine. Tim se Imotski uvrstio u skup malobrojnih hrvatskih gradova u kojima je djelovala altaristička radionica. Zahvaljujući njoj našao se u kratkom popisu mjesta na zemljovidu sakralnog kiparstva druge polovice 19. i prvog desetljeća 20. stoljeća. Pretpostavlja se da je najstariji oltar koji bi mogao biti iz ove radionice je onaj iz kapele sv. Ivana u Vrdoljacima u Grabovcu, datiran u 1858. godinu. Prvi oltar za koji sigurno znamo da je od Raka je onaj s potpisom “S. Rako 1860” na oltaru sv. Ilije u istoimenoj crkvi u Kozici. 1910. godine Ivan Rako je izradio tri velika drvena ormara za samostansku knjižnicu.
Podjela rada na izradi umjetničkih i obrtničkih predmeta vremenom se je potanko bila razradila te su se majstori specijalizirali za rezbare, crtače, polikromatore. Pozornost su potanko posvetili svakoj pojedinosti, čega su svjedoci sačuvana oruđa krajnje malih veličina. Majstori iz radionice opskrbljivali su svojim proizvodima crkve Imotske i Vrgoračke krajine, vjerojatno i obližnje Hercegovine. Proizvodi iz radionice bili su ponajviše drveni oltarima ali i komadi različitog (crkvenog) namještaja, pa čak i slike. Rake su opremili pojedine crkve cijelim oltarnim ansamblima. Djelovanje radionice Rako predstavlja nešto skromniji nastavak bogate tradicije obiteljskih radionica (kiparskih, altarsitičkih i graditeljskih) u Dalmaciji, od kojih se od prethodnika ističu radionice obitelji Bokanić, Radionica Dall' Acqua, Bruttapelle i Macanović, čija je zajednička crta što potječu iz manjih sredina, a djelovale su na širokom prostoru od dalmatinskih otoka preko obale do zaleđa. Na taj zaključak napućuje uočljiv i znatan utjecaj morfologije mramornih oltara crkava dalmatinskih primorskih gradova, koja su osjetila raskošna scenografska rješenja mletačkog baroka. Naručitelji - župnici, svećenici, školovane osobe htjeli su da oltar donese u njihove sredine dašak ambijenta primorskih crkava, a Rake su udovoljavali ukusima. Zadovoljavali su se drvenim inačicama iz Rakine radionice, jer je mramor bio skup. Uz financijske razloge, i mentalitet je pridonio tome, jer im nisu bili skloni historicističkim kompendijima iz Tirola, nego raskošni mramorni barokni oltari kakvi su uglavnom po crkvama primorskih urbanih sredina i u crkvama ruralnog zaleđa.  Naručiteljima su isporučivali potpuno opremljene i mramorizirane oltare.
Oltari su im uglavnom oslonjeni na zidani stipes s drvenim jednostavnim antependijem. Rakine žrtvenike karakterizira kolaž kombinacija historicizma i tradicijskih pučkih elemenata, standardna arhitektonska morfologija. Danas je sačuvano tridesetak drvenih polikromiranih oltara iz ove radionice.  za neke od oltara, jedni svjedok da su uopće postajali je dokumentacija u franjevačkom samostanu u Imotskom, u kripti crkve. Po sadašnjim spoznajama majstori iz ove radionice nisu bili školovani nego su se ponajviše oslanjali na svoj talent. Glede te činjenice zapanjujuća je umjetnička kakvoća i kiparski doseg. Prema fra Vjeki Vrčiću, izgled da nisu imali nikakvu obrtnu izobrazbu, što je teže prihvatiti. Znanstveno je utemeljeno razmatrati mogućnost da su majstori Rake jedno vrijeme stjecali znanja i tehnologiju boraveći u umjetničko-obrtničkim radionicama primorskih gradova. Svaki Rakin oltar bio je cjelovito umjetničko djelo, sinteza slikarstva i kiparstva.
Premda rustičnijeg izraza, s ovog su dijela dalmatinske unutrašnjosti Rake gotovo istisnuli akademsku tirolsku produkciju, tada prevladavajućom po cijeloj Austro-Ugarskoj, što je zapanjujući uspjeh, jer su tirolske radionice bile visoke kakvoće proizvoda i obilato su se koristile industrijalizacijom i poboljšanim prijevozom te su dosezale i udaljena tržišta.